# Jürgen Hasler
Jürgen Hasler (ur. 7 maja 1973 w Grabs) – szwajcarski narciarz alpejski reprezentujący Liechtenstein, brązowy medalista mistrzostw świata juniorów.

## Kariera
Po raz pierwszy na arenie międzynarodowej Jürgen Hasler pojawił się w 1991 roku, kiedy wystąpił na mistrzostwach świata juniorów w Geilo. Jego najlepszym wynikiem było tam 31. miejsce w supergigancie. Na rozgrywanych rok później mistrzostwach świata juniorów w Mariborze wywalczył w tej samej konkurencji brązowy medal. Dzień wcześniej zajął także piąte miejsce w zjeździe.
W zawodach Pucharu Świata zadebiutował 11 grudnia 1992 roku w Val Gardena, zajmując 60. miejsce w biegu zjazdowym. Pierwsze pucharowe punkty wywalczył nieco ponad rok później, 17 grudnia 1993 roku w tej samej miejscowości, gdzie zjazd ukończył na osiemnastej pozycji. Nigdy nie stanął na podium zawodów pucharowych; był między innymi dziewiąty w zjeździe 9 grudnia 1995 roku w Val d’Isère. Najlepsze wyniki osiągał w sezonie 1995/1996, kiedy zajął 91. miejsce w klasyfikacji generalnej, a klasyfikacji zjazdu 34. pozycję.
Kilkukrotnie startował na mistrzostwach świata, najlepszy wynik osiągając podczas mistrzostw świata w Sestriere w 1997 roku, gdzie zajął 24. miejsce w zjeździe. Brał też między innymi udział w igrzyskach olimpijskich w Nagano w 1998 roku, gdzie zajął dziewiąte miejsce w kombinacji. Na tej samej imprezie zajął 26. miejsce w supergigancie, a rywalizacji w zjeździe nie ukończył. W marcu 2002 roku zakończył karierę.

## Osiągnięcia

### Igrzyska olimpijskie
| Miejsce | Dzień     | Rok  | Miejscowość    | Konkurencja | Czas biegu  | Strata   | Zwycięzca           |
| ------- | --------- | ---- | -------------- | ----------- | ----------- | -------- | ------------------- |
| 29.     | 13 lutego | 1994 | Lillehammer    | Zjazd       | 1:45,75 min | +1,87 s  | Tommy Moe           |
| DNF     | 17 lutego | 1994 | Lillehammer    | Supergigant | 1:32,53 min | -        | Markus Wasmeier     |
| 9.      | 12 lutego | 1998 | Nagano         | Kombinacja  | 3:08,06 min | +15,09 s | Mario Reiter        |
| DNF     | 13 lutego | 1998 | Nagano         | Zjazd       | 1:50,11 min | -        | Jean-Luc Crétier    |
| 26.     | 16 lutego | 1998 | Nagano         | Supergigant | 1:34,82 min | +3,50 s  | Hermann Maier       |
| 26.     | 10 lutego | 2002 | Salt Lake City | Zjazd       | 1:39,13 min | +2,63 s  | Fritz Strobl        |
| DNF     | 16 lutego | 2002 | Salt Lake City | Supergigant | 1:21,58 min | –        | Kjetil André Aamodt |

### Mistrzostwa świata
| Miejsce | Dzień       | Rok  | Miejscowość          | Konkurencja | Czas biegu  | Strata  | Zwycięzca       |
| ------- | ----------- | ---- | -------------------- | ----------- | ----------- | ------- | --------------- |
| DSQ     | 13 lutego   | 1996 | Sierra Nevada        | Supergigant | 1:21,80 min | -       | Atle Skårdal    |
| 38.     | 17 lutego   | 1996 | Sierra Nevada        | Zjazd       | 2:00,17 min | +4,72 s | Patrick Ortlieb |
| 27.     | 3 lutego    | 1997 | Sestriere            | Supergigant | 1:29,68 min | +2,43 s | Atle Skårdal    |
| 24.     | 8 lutego    | 1997 | Sestriere            | Zjazd       | 1:51,11 min | +2,66 s | Bruno Kernen    |
| DNF     | 31 stycznia | 2001 | St. Anton am Arlberg | Supergigant | 1:21,46 min | –       | Daron Rahlves   |
| DNF     | 7 lutego    | 2001 | St. Anton am Arlberg | Zjazd       | 1:38,74 min | –       | Hannes Trinkl   |

### Mistrzostwa świata juniorów
| Miejsce | Dzień       | Rok  | Miejscowość | Konkurencja | Czas biegu  | Strata   | Zwycięzca      |
| ------- | ----------- | ---- | ----------- | ----------- | ----------- | -------- | -------------- |
| 31.     | 8 kwietnia  | 1991 | Geilo       | Supergigant | 1:27,16 min | +2,76 s  | Jure Košir     |
| 57.     | 11 kwietnia | 1991 | Geilo       | Zjazd       | 1:05,48 min | +3,73 s  | Ivan Bormolini |
| 36.     | 14 kwietnia | 1991 | Geilo       | Slalom      | 1:33,29 min | +10,40 s | Casey Puckett  |
| 5.      | 25 lutego   | 1992 | Maribor     | Zjazd       | 1:19,48 min | +0,16 s  | Michael Makar  |
| 3.      | 26 lutego   | 1992 | Maribor     | Supergigant | 1:08,11 min | +1,00 s  | Tobias Hellman |

### Puchar Świata

#### Miejsca w klasyfikacji generalnej
- sezon 1993/1994: 122.
- sezon 1994/1995: 108.
- sezon 1995/1996: 91.
- sezon 1999/2000: 120.
- sezon 2000/2001: 100.
- sezon 2001/2002: 147.

#### Miejsca na podium w zawodach
Hasler nigdy nie stanął na podium zawodów PŚ.